# Situbuk
Situbuk is een bestuurslaag in het regentschap Simeulue van de provincie Atjeh, Indonesië. Situbuk telt 225 inwoners (volkstelling 2010).